# Euryolpium granulatum
Euryolpium granulatum är en spindeldjursart som beskrevs av E.N. Murthy och Taracad Narayanan Ananthakrishnan 1977. Euryolpium granulatum ingår i släktet Euryolpium och familjen Olpiidae. Inga underarter finns listade i Catalogue of Life.